# Kerkraadse Zwem- & PoloClub
De Kerkraadse Zwem- & PoloClub kortweg KZ&PC is een zwemvereniging en waterpolovereniging uit Kerkrade. De trainingen vinden plaats in zwembad D'r Pool te Kerkrade. De vereniging werd opgericht op 1 juni 1950 en is aangesloten bij Koninklijke Nederlandse Zwembond KNZB. KZ&PC is medeoprichter van de startgemeenschap Hellas/Glana/KZ (HGK).
Binnen de vereniging is het mogelijk om zowel op recreatief als op prestatief niveau de zwemsport en waterpolosport te beoefenen. KZ&PC neemt dan ook deel aan allerlei soorten wedstrijden.
Ook voor de Master zwemmers 25+ is binnen KZ&PC de mogelijkheid om wedstrijden te zwemmen om gewoon recreatief baantjes te zwemmen.
Met de Master wedstrijden gaan we naar grote wedstrijden als NK's / EK's maar ook de WK's.

## Jubileum
Op 1 juni 2010 bestaat KZ&PC 60 jaar.